# Diplolaena
Diplolaena é um género botânico pertencente à família Rutaceae.

## Espécies
- Diplolaena andrewsii  Ostenf.
- Diplolaena angustifolia  Hook.
- Diplolaena cinerea  Paul G.Wilson
- Diplolaena dampieri  Desf.
- Diplolaena drummondii  (Benth.) Ostenf.
- Diplolaena eneabbensis  Paul G.Wilson
- Diplolaena ferruginea  Paul G.Wilson
- Diplolaena geraldtonensis  Paul G.Wilson
- Diplolaena grandiflora  Desf.
- Diplolaena graniticola  Paul G.Wilson
- Diplolaena leemaniana  Paul G.Wilson
- Diplolaena microcephala  Bartl.
- Diplolaena mollis  Paul G.Wilson
- Diplolaena obovata  Paul G.Wilson
- Diplolaena velutina  (Paul G.Wilson) Paul G.Wilson